# Domingos Meirelles
Domingos João Meirelles (Rio de Janeiro, 8 de maio de 1940) é um jornalista e escritor brasileiro.

## Biografia
Domingos João Meirelles é filho de uma família de imigrantes europeus, que chegaram ao Brasil depois da Revolução de 1930. Seu pai, João Américo Meirelles, foi condutor de bonde até se estabelecer como comerciante, dono de armazém, sua mãe, Maria Adelaide Félix Meirelles, trabalhou como doméstica.

## Carreira
Em 1965, após passar por vários empregos, Domingos pediu uma vaga de estagiário no jornal Última Hora, seis meses depois, foi contratado como repórter. Permaneceu no jornal até 1968, quando se transferiu para a revista Quatro Rodas, da Editora Abril. Em reportagem de grande repercussão, denunciou irregularidades cometidas no DETRAN RJ, obtendo, inclusive, uma carteira de habilitação para um homem cego. A reportagem rendeu a Domingos o Prêmio ExxonMobil de Jornalismo. Foi convidado, em seguida, a se juntar à equipe da revista Realidade, em São Paulo, onde trabalhou até 1972.
De volta ao Rio de Janeiro, ainda em 1972, ele teve uma breve passagem por O Jornal. Em seguida, trabalhou no Jornal da Tarde, no qual assinou uma série de reportagens sobre os 50 anos da Coluna Prestes. Com o material reunido durante a apuração da série, escreveu o livro As Noites das Grandes Fogueiras, que seria publicado mais de 20 anos depois, em 1996, e venceria o prestigioso Prêmio Jabuti. 
Ele começou a trabalhar no jornal O Globo em 1975, assinando, entre outras reportagens, uma série sobre um terremoto ocorrido na Guatemala em 1976. Também foi um dos responsáveis pela seção Plantão Globo, que registrava queixas de moradores dos bairros do Rio de Janeiro. Em 1976, transferiu-se para O Estado de S. Paulo, no qual foi repórter especial durante quase 10 anos.
Fez sua estreia na Rede Globo em dezembro de 1985, no Jornal Nacional, convidado pelo então diretor da Central Globo de Jornalismo, Armando Nogueira. Logo em seguida, fez reportagens também para o Fantástico e para o Globo Repórter. Em 1989, ganhou o Prêmio Líbero Badaró de telejornalismo, oferecido pela Revista Imprensa, com uma reportagem para o Globo Repórter sobre o contrabando de carros roubados na Fronteira Brasil–Paraguai. Em 1992, outra de suas reportagens para o Globo Repórter, sobre a violência de donos de terra no Pará, ganhou o prêmio da Rei de Espanha de Televisão.
Também em 1992, fez uma reportagem, exibida no Fantástico, sobre o desaparecimento do pianista brasileiro Tenório Júnior na noite do golpe que derrubou Isabelita Perón, na Argentina. O trabalho conquistou o Prêmio Vladimir Herzog de Jornalismo. Após a exibição da reportagem, o governo argentino decidiu indenizar famílias de brasileiros vítimas da ditadura militar naquele país, entre as quais a do pianista.
Domingos Meirelles deixou a Rede Globo em 1996, transferindo-se para o SBT, onde integrou a equipe do programa SBT Repórter. 
Em abril de 1999, retornou para a Rede Globo a convite de Marluce Dias, então diretora-geral da emissora. Ele foi contratado pela RecordTV em 2000, para apresentar o jornalístico Câmera Record, mas deixou a emissora antes da estreia do programa.
Em 2000 retornou novamente para a Rede Globo e substituiu o jornalista Marcelo Rezende na apresentação do programa Linha Direta que ficou no ar até o dia 6 de dezembro de 2007. Foi também o apresentador das edições especiais do programa, exibidas nas últimas quintas-feiras, Linha Direta - Justiça, que estreou em 2003, e Linha Direta Mistério, lançado em 2005. Em 2003, em nome da equipe do programa, recebeu a Medalha Tiradentes, maior comenda concedida pelo poder legislativo do Rio de Janeiro. Em 2007, também representando a equipe do Linha Direta, recebeu a medalha e o diploma da Academia Internacional de Televisão, Artes e Ciências dos Estados Unidos, concedida aos finalistas do Prêmio Emmy Internacional. 
Ainda contratado pela Rede Globo, ficou afastado da TV até 2014, quando fechou contrato com a Record para apresentar o Repórter Record Investigação. O primeiro programa foi ao ar em 28 de abril de 2014 e foi produzido até julho de 2016, quando a emissora decidiu acabar com a atração, mesmo tendo conquistado vários prêmios para a Record. 
Em fevereiro de 2017 renovou o contrato com a Record pelo prazo de dois anos. Na emissora fez a narração do programa jornalístico Câmera Record e também no Repórter Record Investigação. Meirelles ficou até fevereiro  de 2021, quando a emissora encerrou o contrato.

## Prêmios
Ao longo de sua carreira Meirelles conquistou mais de 40 prêmios entre os quais se destacam três Prêmios Esso, quatro Vladimir Herzog de Direitos Humanos, e duas vezes o Prêmio Rei de Espanha de Televisão, maior premiação jornalística dos povos de língua portuguesa e espanhola. Foi o único brasileiro a receber duas vezes essa premiação (1992 e 2016).
Em 1994, foi condecorado pelo Exército com a Medalha do Pacificador. 
A Polícia Militar do Rio de Janeiro o distinguiu, em 2006, com a Ordem do Mérito Policial, no grau oficial.
Foi ainda agraciado com medalha e diploma pela Academia de Artes e Ciências Televisivas, como apresentador do programa Linha Direta, sendo um dos finalistas do Emmy Internacional de 2007, na categoria documentário. 
Em 2008, Linha Direta voltaria a ser outra vez finalista do Emmy. 
Recebeu ainda os títulos de Cidadão Carioca da Câmara Municipal do Rio de Janeiro, e o de professor honoris causa da Faculdade de Minas (FAMINAS), em 2007. 
Foi agraciado com o Prêmio Gamacom da Universidade Gama Filho (1999), e com o Prêmio Personalidade Jornalística de 2008, da Universidade Veiga de Almeida. 
Em 2011, recebeu a Medalha Miguel Costa, da Polícia Militar do Estado de São Paulo.
Em 2015, recebeu a Medalha JK outorgada pelo Governo de Minas Gerais. 
Em janeiro de 2015, recebeu a Ordem do Mérito Judiciário do Tribunal Regional do Trabalho da Primeira Região no Grau de Comendador.  
Recebeu ainda doze placas de prata por palestras realizadas em diferentes instituições de ensino como a Universidade Estácio de Sá, Escola Superior de Guerra, e Escola de Magistratura do Estado do Rio de Janeiro. 
Participou, nos últimos anos, de dezenas de Cursos e Seminários, entre os quais se destaca o VIII Encontro Nacional de Estudos Estratégicos, promovido em outubro de 2008 pela Universidade da Força Aérea (UNIFA), para exame e discussão das diretrizes do novo Plano Nacional de Defesa (PND).

## Obras
- Repórteres (obra coletiva)
- As Noites das Grandes Fogueiras: Uma História da Coluna Prestes (Prêmio Jabuti, Melhor Reportagem de 1996)
- 1930. Os Órfãos da Revolução. Ganhou o Prêmio Jabuti de 2006, na categoria Ciências Humanas.
- As Guerras do Gaúchos:  A História dos conflitos " (obra coletiva), que recebeu o Prêmio Açorianos de 2009.

## Outras atividades
Foi diretor do Sindicato dos Jornalistas do Município do Rio de Janeiro 1975 a 1981, assessor de imprensa da OAB-RJ, e presidente da Cooperativa dos Profissionais de Imprensa do Estado do Rio de Janeiro (Coopim), entre 1982 e 1986, exerceu ainda a função de editor do antigo Boletim ABI - atual Jornal da ABI -, órgão oficial da Associação Brasileira de Imprensa (ABI). Ocupou o cargo de Diretor Financeiro da ABI de 2004 até 2013.
Em 2012 foi eleito, por aclamação, para a cadeira número dois do Instituto de Geografia e História Militar do Brasil. É um dos cinco historiadores civis que participam da instituição participa ainda de cursos livres sobre jornalismo investigativo, jornalismo literário, técnicas de redação, e estruturas narrativas para mídia impressa e TV. Realiza palestras sobre história contemporânea e gerenciamento de crise.
Domingos foi diretor do Sindicato dos Jornalistas Profissionais do Rio de Janeiro entre 1975 e 1981. Também a partir de 1975, ocupou o posto de editor cultural do jornal da Associação Brasileira de Imprensa (ABI). Deixou a instituição em 1978, retornando em 2004, como diretor financeiro e, em setembro de 2014, foi eleito presidente da ABI. Em 2005, lançou seu segundo livro, 1930, Os Órfãos da Revolução, vencedor do Prêmio Jabuti em 2006. Em setembro de 2014, foi eleito presidente da Associação Brasileira de Imprensa (ABI) recebeu a Comenda Ambiental Estância Hidromineral de São Lourenço, foi agraciado com a Medalha da Inconfidência, conferida pelo Governo de Minas Gerais. Em 2016, foi reeleito presidente da Associação Brasileira de Imprensa (ABI) para o mandato de três anos entre 2016 e 2019. 
Trabalha atualmente em três projetos simultâneos: um livro sobre o Making of das suas principais reportagens, outro sobre o levante da Força Pública de São Paulo, em 1924, e o terceiro sobre a máquina de guerra construída pelos paulistas durante a Revolução Constitucionalista de 1932.